# 아 도나 두 페다수
《아 도나 두 페다수》(포르투갈어: A Dona do Pedaço)는 2019년 방영된 브라질의 텔레노벨라이다.